# Хортон, Альберт Клинтон
Альберт Клинтон Хортон (англ. Albert Clinton Horton; 4 сентября 1798, округ Ханкок, Джорджия — 1 сентября 1865, Матагорда, Техас) — американский политик, 1-й вице-губернатор Техаса.

## Биография
Альберт Клинтон Хортон родился 4 сентября 1798 года в округе Ханкок (штат Джорджия) в семье Уильяма Хортона и Мэри Хортон (урождённой Томас). Его отец умер, когда он был ещё маленьким. Позднее его мать вышла замуж за полковника Сэмюеля Дента, и в 1823 году они переехали в Алабаму.
В 1829 году Хортон женился на Элизе Холлидей (Eliza Holliday). Он был членом Палаты представителей Алабамы в 1829—1830 и 1833—1834 годах.
Хортон переехал в Техас в апреле 1835 года и купил участок земли на севере округа Матагорда (в настоящее время это место находится на территории округа Уортон). Вскоре после прибытия в Техас Хортон стал активным сторонником Техасской революции. В ноябре того же 1835 года он участвовал в наборе добровольцев в Мобиле (Алабама), потратив свои средства на их обмундирование. 
В феврале 1836 года Хортон организовал отряд добровольцев-кавалеристов в Матагорде (Техас), и в начале марта они присоединились к отряду полковника Джеймса Фэннина. Когда 19 марта 1836 года Фэннин и его люди оказались окружены мексиканцами, отряд Хортона не смог прийти им на помощь. Мексиканская армия взяла в плен, а затем 27 марта убила оставшихся в живых членов отряда Джеймса Фэннина (массовое убийство в Голиаде). Считается, что этот эпизод отрицательно сказался на дальнейшей политической карьере Хортона, военная служба которого закончилась 1 мая 1836 года.
В 1836—1838 годах Хортон работал сенатором в составе 1-го и 2-го Конгрессов Республики Техас, представляя там техасские округа Матагорда, Джексон и Виктория. В сентябре 1838 года он участвовал в выборах на пост вице-президента Республики Техас, но потерпел поражение. В январе 1839 года Конгресс Техаса назначил Хортона председателем комитета по выбору места для новой столицы Техаса. 
2 мая 1846 года Хортон стал первым вице-губернатором штата Техас и находился в этой должности до 21 декабря 1847 года. В период с 19 мая по 13 ноября 1846 года, когда губернатор Техаса Джеймс Пинкни Хендерсон временно оставил свой пост для руководства военными действиями против мексиканцев, Хортон исполнял обязанности губернатора штата.
После ухода с поста вице-губернатора Хортон более не занимал значительных постов, хотя в 1861 году он был делегатом Конгресса, объявившего о сецессии Техаса. 
Альберт Клинтон Хортон скончался 1 сентября (по другим данным, 7 октября) 1865 года и был похоронен на кладбище в Матагорде.